# رودريك ر. باتلر
رودريك ر. باتلر (بالإنجليزية: Roderick R. Butler)‏ هو محامي وقاضي وسياسي أمريكي، ولد في 9 أبريل 1827 في الولايات المتحدة، وتوفي في 18 أغسطس 1902 في نفس البلد. حزبياً، نشط في حزب اليمين والحزب الجمهوري. وقد انتخب عضو مجلس نواب تينيسي وانتخب عضو مجلس ولاية تينيسي وانتخب عضو مجلس النواب الأمريكي.